# Magnolia martini
Magnolia martini este o specie de plante din genul Magnolia, familia Magnoliaceae, descrisă de H.Lév.. Conform Catalogue of Life specia Magnolia martini nu are subspecii cunoscute.